# Поличан
Поличани је град у централној Албанији у округу Берат, центру округа Скрапари.

## Историја
Град су изградиле комунистичке власти шездесетих година прошлог века са циљем стварања индустријског града за производњу оружја и муниције. Током комунистичког режима, овај регион је био забрањен за посете странцима.